# Periplaneta cylindrica
Periplaneta cylindrica es una especie de cucaracha perteneciente al género Periplaneta, categorizada en la familia Blattidae, orden Blattodea.

Fue descrita por primera vez en 1826 por el naturalista Carl Peter Thunberg. Aparece registrada y publicada en una sección de Blattariae: Suborbo [sic] Blattoidea. Fam.: Blattidae, Nocticolidae. In Beier (Ed.). Orthopterorum Catalogus. W. Junk, s'Gravenhage. Issue 8, p. 402–614 de 1966.

Es sinónimo de Blatta cylindrica, también de Thunberg.